# ATP Challenger Joinville
Der ATP Challenger Joinville (offiziell: Joinville Tênis Festival) war ein Tennisturnier, das 2006 einmal in Joinville, Brasilien, stattfand. Es gehörte zur ATP Challenger Tour und wurde im Freiluft auf Sand gespielt. André Ghem gewann bei der einzigen Ausgabe beide Konkurrenzen.

## Liste der Sieger

### Einzel
| Jahr | Sieger     | Finalgegner     | Ergebnis |
| ---- | ---------- | --------------- | -------- |
| 2006 | André Ghem | Bruno Echagaray | 6:1, 6:4 |

### Doppel
| Jahr | Sieger                      | Finalgegner           | Ergebnis         |
| ---- | --------------------------- | --------------------- | ---------------- |
| 2006 | André Ghem Alexandre Simoni | Marcelo Melo André Sá | 6:4, 5:7, [10:8] |